# Quận Cameron, Texas
Quận Cameron (tiếng Anh: Cameron County) là một quận cực nam tiểu bang Texas, Hoa Kỳ. Quận lỵ đóng ở thành phố Brownsville6. Năm 2000, dân số là 337.227 người.